# Under solen
Under solen é um filme de drama sueco de 1998 dirigido e escrito por Colin Nutley. Foi indicado ao Oscar de melhor filme estrangeiro na edição de 1999, representando a Suécia.

## Elenco
- Rolf Lassgård
- Helena Bergström
- Johan Widerberg